# Malcolm Baldrige
Howard Malcolm « Mac » Baldrige, Jr., né le 4 octobre 1922 à Omaha (Nebraska) et mort le 25 juillet 1987 à Walnut Creek (Californie), est un homme politique américain. 
Membre du Parti républicain, il est secrétaire au Commerce entre 1981 et 1987 dans l'administration du président Ronald Reagan.

## Biographie
Il était le fils de Howard M. Baldrige, un membre de la Chambre des représentants pour le Nebraska et le frère de (en) Letitia Baldrige.
Il travaille au développement et à la reconnaissance de la qualité des produits fabriqués aux États-Unis et exportés. Il se tue lors d'un accident de rodéo en Californie à l'âge de 64 ans. En 1987, après son décès, en reconnaissance de ses efforts, le Congrès américain a créé le Malcolm Baldrige National Quality Award, prix de qualité et de gestion d'entreprise qui porte son nom. Ce prix est géré par l’American Society for Quality (Société américaine pour la Qualité) sous l'autorité de National Institute of Standards and Technology (NIST), l'Institut national des normes et de la technologie, qui fait partie du département du Commerce des États-Unis.